# .stockholm
.stockholm là tên miền cấp cao nhất (TLD) và GeoTLD dành riêng cho Stockholm, thủ đô của Thụy Điển. Thành phố Stockholm đã nộp đơn xin cấp tên miền cấp cao nhất vào năm 2012 với chi phí khoảng 1,3 triệu krona Thụy Điển. .stockholm được ICANN chấp thuận vào ngày 17 tháng 9 năm 2015 và được ủy quyền vào ngày 25 tháng 9 năm 2015.
Tên miền đã được thành phố sử dụng từ năm 2016, nhưng mãi tới năm 2018 mới xuất hiện lần đầu trên Internet. Tên miền được dùng cho các hoạt động riêng của thành phố và không được mở đăng ký công khai. Tên miền này hiện được sử dụng cho khoảng 70 website.